# Yamazaki Wataru
Wataru Yamazaki (sinh ngày 18 tháng 9 năm 1980) là một cầu thủ bóng đá người Nhật Bản.

## Sự nghiệp câu lạc bộ
Wataru Yamazaki đã từng chơi cho Thespa Kusatsu.